# Anderson Mesa Station
Anderson Mesa Station ist ein 1959 gegründetes astronomisches Observatorium, das als Beobachtungsort für das Lowell-Observatorium genutzt wird. Es liegt in Anderson Mesa im Coconino County/Arizona in den Vereinigten Staaten, etwa 12 Meilen (19,3 Kilometer) südöstlich des Lowell-Observatoriums, das wiederum auf dem Mars Hill in Flagstaff liegt.

## Teleskope

### Aktuelle Teleskope
- Das 1,83-Meter-Teleskop wird ebenfalls von der Boston University und der Georgia State University genutzt.[1] Es wurde 1931 von der Warner & Swasey Company gebaut und war ursprünglich am Perkins-Observatorium der Ohio Wesleyan University Delaware stationiert.[2][3] 1961 wurde es zur Anderson Mesa Station geliefert und vom Lowell-Observatorium 1998 gekauft. Das Lowell-Observatorium und die Boston University schlossen in diesem Jahr eine Partnerschaft, um das Teleskop gemeinsam zu betreiben und die Georgia State University trat später bei.[4] Der ursprüngliche 69-Zoll-Spiegel, der von J. W. Fecker, Inc. gebaut wurde, war zum Zeitpunkt des Baus das größte einzelne Stück Glas, das jemals in Amerika gebaut wurde.[2] Es wurde 1965 durch den aktuellen Spiegel aus Duran-50-Glas mit wenig Wärmeausdehnung ersetzt.[5][6]
- The 1,07-Meter-John Hall-Teleskop wurde 1970 von AstroMechanics gebaut und an der Anderson Mesa Station aufgerichtet.[7] Es wurde 1990 nach dem ehemaligen Direktor des Lowell-Observatoriums John S. Hall benannt.[8] 2004 wurde das Ritchey-Chrétien-Cassegrain-Teleskop mit einem neuen Spiegel und anderen Elementen von Hextek erweitert.[9]
- Das 0,79-Meter-Teleskop des National Undergraduate Research Observatory (NURO) wurde 1964 von AstroMechanics gebaut und an der Anderson Mesa Station von der United States Geological Survey (USGS) für das Apollo-Programm errichtet.[10] 1972 wurde es vom Lowell-Observatorium gekauft und 1990 renoviert.[8][11] Zu 60 Prozent wird es vom National Undergraduate Research Observatory genutzt.
- Das Navy Precision Optical Interferometer (NPOI) ist eine Zusammenarbeit zwischen dem Lowell-Observatorium, dem United States Naval Observatory (USNO), dem United States Naval Observatory Flagstaff Station (NOFS), und dem United States Naval Research Laboratory (NRL).[12] Der Bau begann 1992 und die technischen Tests begannen 1994. Die ersten Bilder wurden 1996 aufgenommen.[13]

### Ehemalige Teleskope
- Das 0,6-Meter-Lowell Observatory Near-Earth-Object Search (LONEOS)-Schmidt-Teleskop wurde benutzt, um Asteroiden und andere Erdnahe Objekte zu suchen. Es wurde 1939 von J. W. Fecker, Inc. gebaut, in den 1950er-Jahren zum Perkins-Observatorium gegeben und 1990 vom Lowell-Observatorium gekauft.[8] Von 1992 bis 1997 wurde es renoviert.[14] Die Verwendung des Teleskops wurde mit dem Ende des LONEOS-Projekts 2008 eingestellt.
- Der 0,33-Meter-Abbot-L.-Lowell Astrograf, auch bekannt als Pluto Discovery Telescope und informell als Pluto Camera, ist ein von Alvan Clark & Sons 1929 gebauter Astrograf. In 1930 wurde er von Clyde Tombaugh für die Entdeckung von (134340) Pluto genutzt.[15] 1971 kam es in ein neues Gebäude an der Anderson Mesa Station und wurde 1992 zurück zum Mars Hill gebracht.[16][17]